# 桃原農園

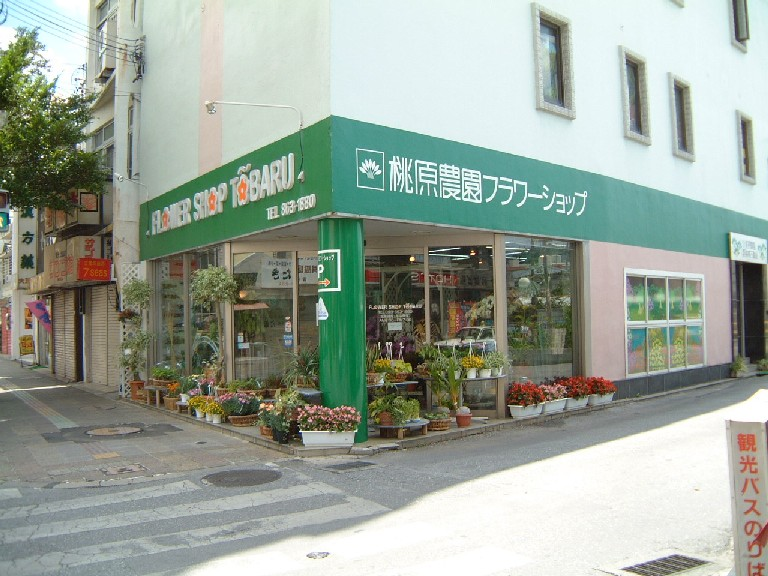
沖縄県那覇市安里（国際通り沿い）にあった桃原農園旧本社ビル（2004年4月30日撮影）

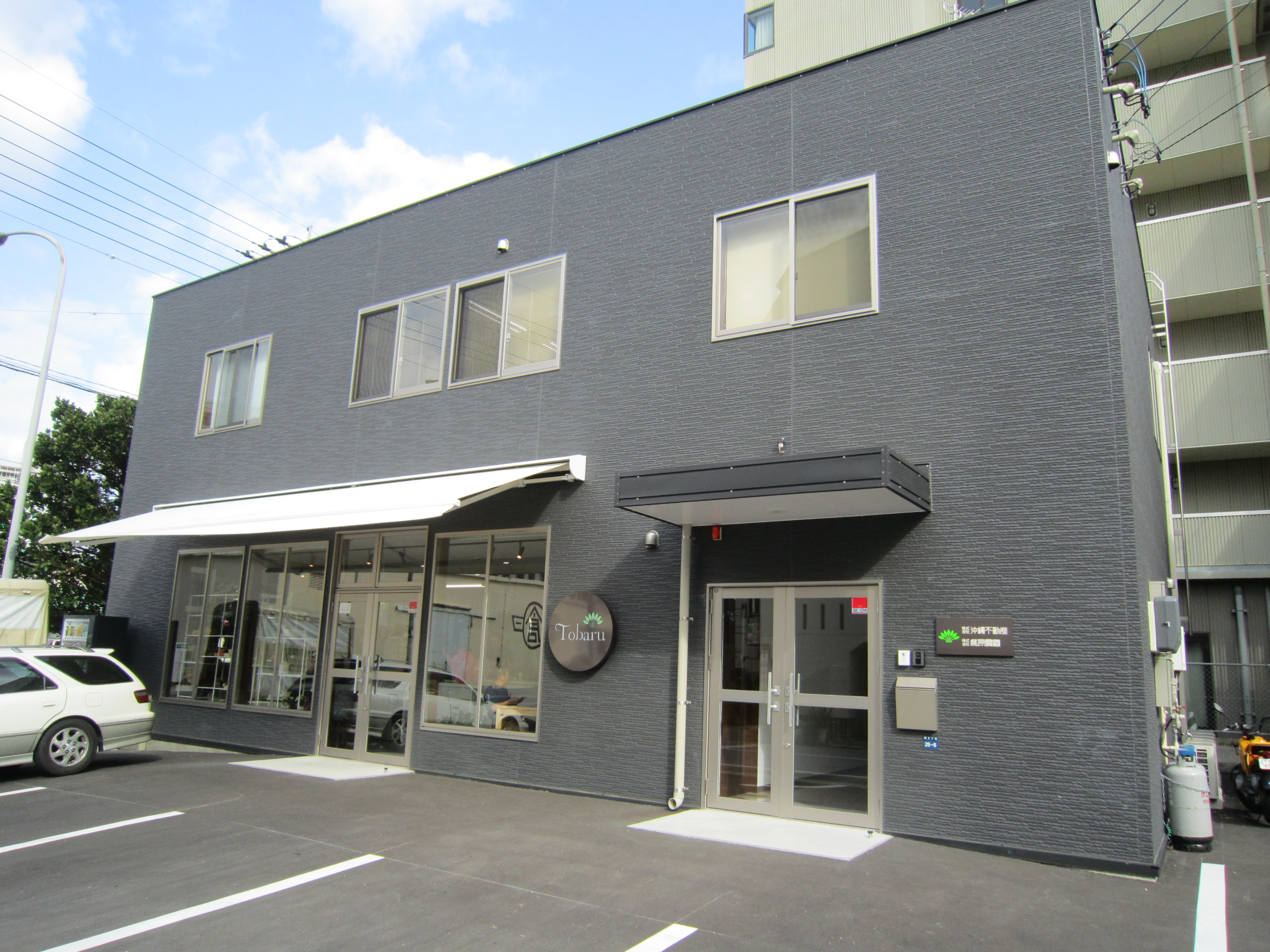
沖縄県那覇市西にある桃原農園本社ビル（2011年11月21日撮影）

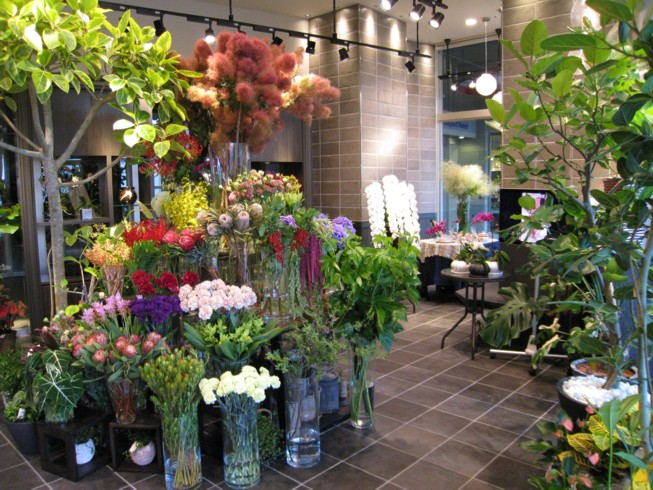
沖縄県那覇市安里にあるフラワーショップトーバル店内風景（2011年7月15日撮影）

株式会社桃原農園（とうばるのうえん）は、沖縄県那覇市にある造園をはじめとする土木工事、観葉植物リース、フラワーショップなどを営む企業。
最後の琉球国王・尚泰王の四男である尚順男爵（松山王子）が、邸宅の庭を基に農園を開いたのが始まりである。沖縄県外から果樹や観賞用植物を積極的に導入し、沖縄県農業の発展に多大なる影響を与えた。沖縄戦により壊滅的打撃を受けたが、戦後に再建を進め1951年（昭和26年）に合資会社として法人化された（その後1998年（平成10年）に株式会社化する）。
現在は土木工事業にも進出している。

## 沿革
- 1924年（大正13年） 5月 - 沖縄県で初の造園業を開始、大正期には首里に首里本園、本部町に伊豆味農場、名護市に源河農場などを有した。
- 1930年（昭和5年） 3月 - 創始者･尚順男爵の自邸『松山御殿』を開放し桃原農園と呼称した。
- 1945年（昭和20年） 6月 - 沖縄戦により尚順死去、首里本園始め県内5園、灰燼に帰す。
- 1948年（昭和23年） 秋 - 尚順の六男尚詮（前社長）が復興作業を開始する。
- 1951年（昭和26年）12月 - 合資会社桃原農園として法人組織になる。代表社員は尚詮、無限責任社員は尚厚（尚順の孫＝尚順長男・尚誠の長男、のち社長）
- 1973年（昭和48年） 1月 - 建設業法に基づき、造園工事業の沖縄県知事許可を取得『（般-48）第60号』
- 1973年（昭和48年） 2月 - 中頭郡西原町字内間に西原農場を開設
- 1974年（昭和49年） 2月 - 糸満市阿波根に阿波根農場を開設
- 1975年（昭和50年） 7月 - 那覇市安里（国際通り沿い）に安里フラワービルを新築、フラワーショップを開設（現本社所在地）2001年（平成13年）5月移転
- 1980年（昭和55年） 9月 - 建設業追加申請許可を取得（土木工事業、とび・土工工事業、石工事業、ほ装工事業、水道施設工事業）
- 1998年（平成10年） 3月 - 合資会社より株式会社化する。
- 1998年（平成10年） 5月 - 株式会社 桃原農園として建設業沖縄県知事許可を取得。『（特-15）第60号、土、と、石、舗、園、水』同時に合資会社 桃原農園の建設工事入札参加資格承継の承認を得る。
- 2006年（平成18年） 4月 - 自治法改正により「指定管理者制度」が導入され、これまで官公庁等が運営管理していた公共施設等を民間企業の運営管理が可能となり、2006年（平成18年）4月1日から2009年（平成21年）3月31日まで奥武山公園（沖縄県営奥武山公園）の運営管理をTKSF指定管理共同企業体（4社）として開始する。企業体名の"Ｔ"は桃原農園。
- 2008年（平成20年） 4月 - 自治法改正により「指定管理者制度」が導入され、これまで官公庁等が運営管理していた公共施設等を民間企業の運営管理が可能となり、2008年（平成20年）4月1日から2013年（平成25年）3月31日まで恩納村体育施設（村立赤間運動場他5施設）の運営管理をTUK指定管理共同企業体（4社）として開始する。企業体名の"Ｔ"は桃原農園。
- 2008年（平成20年） 5月 - 建設業追加申請許可を更新（土木工事業、とび・土工工事業、石工事業、ほ装工事業、水道施設工事業）
- 2009年（平成21年） 1月 - 沖縄県那覇市牧志2丁目7番22号ソシアルビルコスモ4Fに本社を移転させる。（那覇市牧志・安里地区市街地再開発事業に伴う立ち退き移転）
- 2011年（平成23年） 7月 - フラワーショップ・トーバルカーゴス店開店（那覇市牧志・安里地区市街地再開発事業施設・さいおんスクエア内）
- 2011年（平成23年） 10月 - 沖縄県那覇市西2丁目25番6号へ本社・フラワーショップ本店 移転させる。
- 2017年（平成29年）ザッカトーバルを開設
- 2019年（平成31年）沖縄県国頭郡恩納村字瀬良垣に「恩納支店」開設
- 2020年（令和 2年）沖縄県豊見城市与根に「与根ハウス」開設
- 2021年（令和3年）沖縄県うるま市字高江洲に「中部営業所」開設